# Ćwiczenie jednostronne
Ćwiczenie jednostronne - forma ćwiczenia taktycznego, operacyjnego lub strategicznego, w którym szkolony jest zespół tylko w chrakterze wojsk własnych. W roli przeciwnika występuje kierownictwo ćwiczenia.